# Jan Thoelke

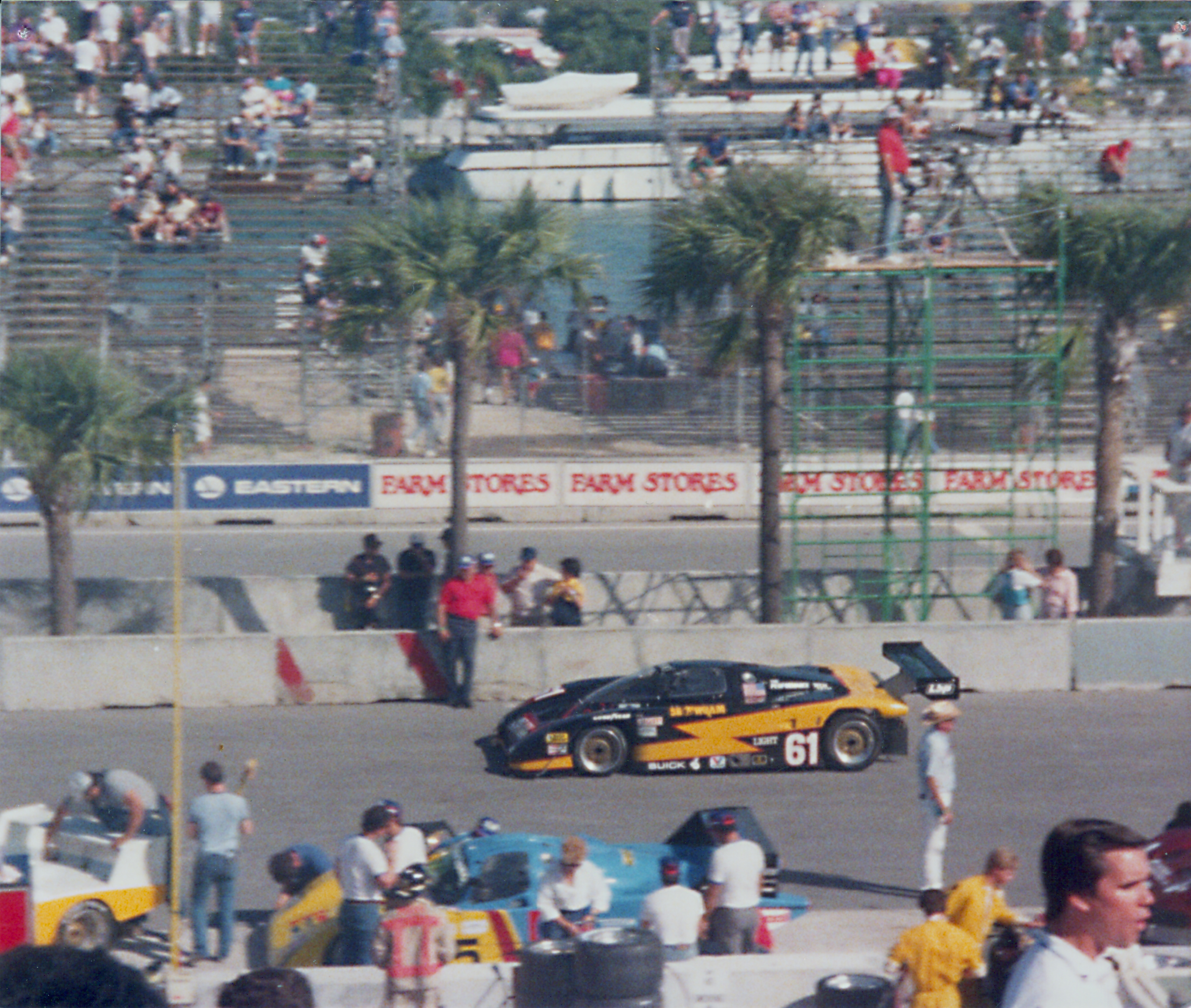
Der von Jan Thoelke gefahrene Argo JM19 beim 3-Stunden-Rennen von Miami 1987

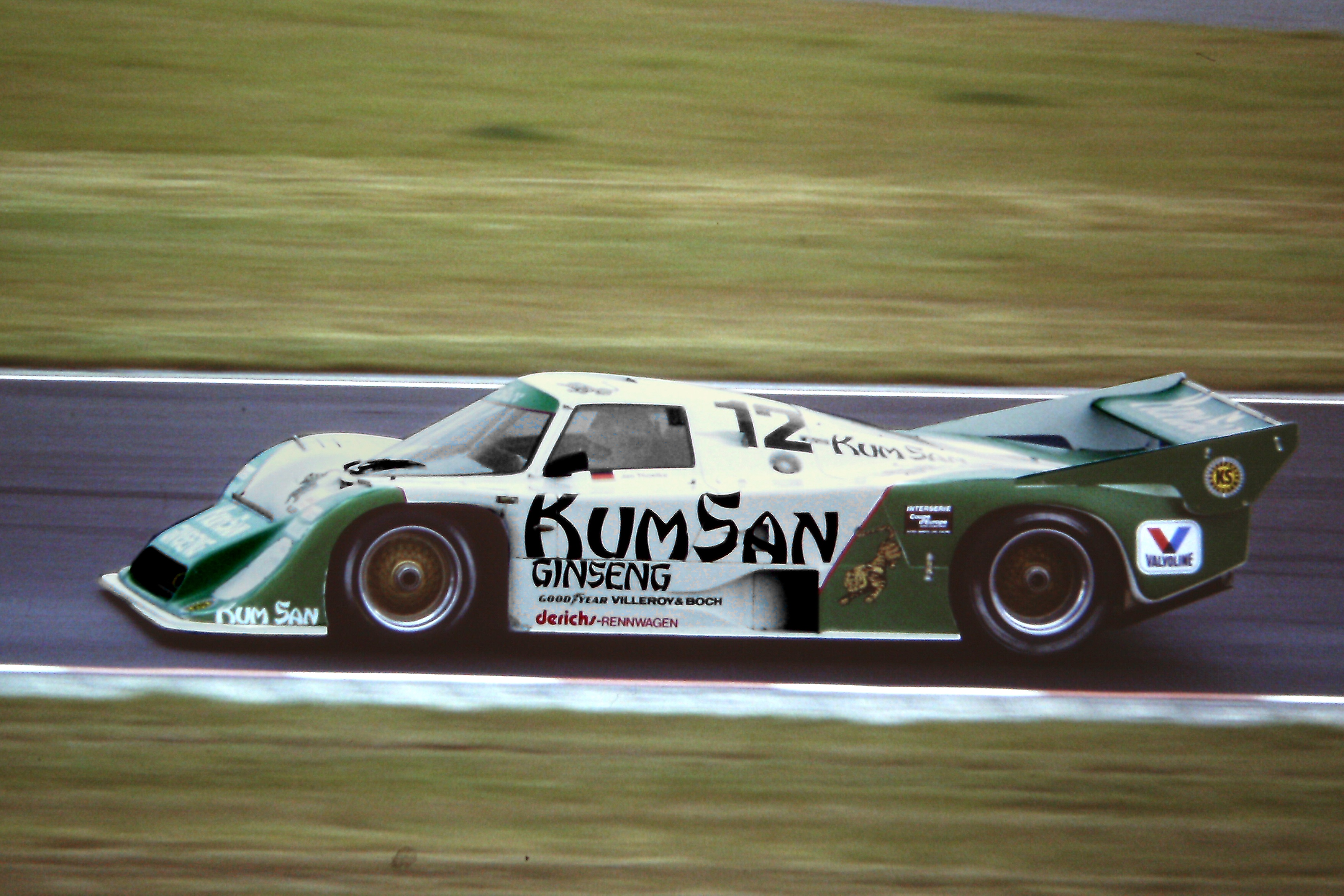
Jan Thoelke 1985 im Zakspeed C1 auf dem Nürburgring

Jan Thoelke (* 6. Mai 1956 in Dortmund) ist ein deutscher Unternehmer und ehemaliger Automobilrennfahrer. Er ist der Sohn des Showmasters Wim Thoelke.

## Karriere
Jan Thoelke startete im Formelsport seine Rennfahrerkarriere. Von 1980 bis 1984 fuhr er in der Deutschen Formel-3-Meisterschaft. Sein bestes Saisonergebnis in dieser Rennserie war der zehnte Rang 1983 mit einem March 813. 1983 startete er bei einem Rennen der Europäischen Formel-3-Meisterschaft – konnte sich jedoch nicht in den Punkterängen platzieren.
1984 ging er für das Team Gebhardt Motorsport bei einigen Rennen der Sportwagen-Weltmeisterschaft an den Start. Nur beim 1000-km-Rennen von Spa-Francorchamps konnte er zusammen mit George Schwarz und Frank Jelinski in einem Gebhardt JC842 das Rennen mit dem 14. Platz beenden. Die anderen Rennen mussten wegen technischer Defekte am Rennwagen vorzeitig aufgegeben werden. In dem Jahr fuhr er mit einem Maurer MM83-Rennwagen auch ein Rennen auf dem Nürburgring in der Interserie, das er mit dem zweiten Platz in der 2. Division beendete.
Im darauffolgenden Jahr startete er für Gebhardt Motorsport in zwei Rennen der IMSA-GTP-Serie. Das 3-Stunden-Rennen von Miami beendete er mit Frank Jelinski auf dem 20. Platz. Beim 12-Stunden-Rennen von Sebring musste das Team wegen eines Unfalls das Rennen vorzeitig abbrechen. In Europa ging er zunächst mit einem Gebhardt GCA in der 2. Division und später mit einem Zakspeed C1/8 in der 1. Division der Interserie an den Start. Zum Saisonende belegte er den 13. Platz. Da die Deutsche Rennsport-Meisterschaft 1985 sich hauptsächlich aus Rennen der Interserie zusammensetzte, konnte Thoelke sich so auf den neunten Rang in DRM platzieren.
Ab 1986 nahm er nur noch an wenigen Rennen teil. Beim Supercup-Rennen in Hockenheim 1986 fuhr er mit einem Zakspeed C1/8 auf den neunten Platz. Beim Supercup-Rennen in Nürnberg im selben Jahr fiel er mit einem Motorschaden aus. In den USA bestritt er ein Rennen mit einem March 86A in der American Racing Series und belegte zum Saisonende den 28. Platz.
1987 fuhr er mit einem BMW M3 ein Rennen der Tourenwagen-Weltmeisterschaft auf dem Nürburgring, das er, Thomas von Löwis of Menar und Leopold von Bayern jedoch nicht zu Ende fahren konnten.
In den Jahren 1987 bis 1989 fuhr er noch jeweils das 3-Stunden-Rennen von Miami in der IMSA-Lights-Klasse, das er nur 1988 zusammen mit Gary Robinson in einem Gebhardt JC853 mit dem 20. Platz beendete. Bei den anderen Rennen schied er vorzeitig aus.
1989 beendete er seine Motorsportkarriere. Seit 2000 ist er Eigentümer und Geschäftsführer eines Medienunternehmens. Er lebt seit 1991 auf der Karibikinsel St. Martin.

## Statistik

### Sebring-Ergebnisse
| Jahr | Team                 | Fahrzeug       | Teamkollege    | Teamkollege    | Platzierung | Ausfallgrund |
| ---- | -------------------- | -------------- | -------------- | -------------- | ----------- | ------------ |
| 1985 | Gebhardt Motorsports | Gebhardt JC843 | Frank Jelinski | George Schwarz | Ausfall     | Unfall       |

### 1000-km-Rennen auf dem Nürburgring-Ergebnisse
| Jahr | Team                | Fahrzeug       | Teamkollege     | Teamkollege   | Platzierung | Ausfallgrund         |
| ---- | ------------------- | -------------- | --------------- | ------------- | ----------- | -------------------- |
| 1984 | Gebhardt Motorsport | Gebhardt JC842 | Udo Wagenhäuser | Jürgen Weiler | Ausfall     | Gangschaltung defekt |

### Einzelergebnisse in der Sportwagen-Weltmeisterschaft
| Saison | Team                | Rennwagen      | 1   | 2   | 3   | 4   | 5   | 6   | 7   | 8   | 9   | 10  | 11  |
| ------ | ------------------- | -------------- | --- | --- | --- | --- | --- | --- | --- | --- | --- | --- | --- |
| 1984   | Gebhardt Motorsport | Gebhardt JC842 | MON | SIL | LEM | NÜR | BRH | MOS | SPA | IMO | FUJ | KYA | SAN |
| 1984   | Gebhardt Motorsport | Gebhardt JC842 |     |     |     | DNF | DNF |     | 14  | DNF |     |     |     |
| 1985   | Kumsam Team         | Zakspeed C1/8  | MUG | MON | SIL | LEM | HOK | MOS | SPA | BRH | FUJ | SEL |     |
| 1985   | Kumsam Team         | Zakspeed C1/8  |     | DNF |     |     |     |     |     |     |     |     |     |
| 1986   | Derichs Rennwagen   | Zakspeed C1/8  | MON | SIL | LEM | NÜN | BRH | JER | NÜR | SPA | FUJ |     |     |
| 1986   | Derichs Rennwagen   | Zakspeed C1/8  | DNF |     |     |     |     |     |     |     |     |     |     |